# Venerupis
Venerupis és un gènere de mol·luscs bivalves marins de la família Veneridae. Es proper a Tapes i Ruditapes, i algunes espècies han estat classificades en un gènere o l'altre en algun moment.

## Taxonomia
El gènere Venerupis inclou nou espècies:
- Venerupis anomala (Lamarck, 1818)
- Venerupis aspera (Quoy & Gaimard, 1835)
- Venerupis corrugata (Gmelin, 1791)
- Venerupis cumingii (G. B. Sowerby II, 1852)
- Venerupis galactites (Lamarck, 1818)
- Venerupis geographica (Gmelin, 1791)
- Venerupis glandina (Lamarck, 1818)
- Venerupis largillierti (Philippi, 1847)
- Venerupis rugosa (G. B. Sowerby II, 1854)

El nombre d'espècies incloses en aquest gènere s'ha reduït molt, ja que diverses han estat canviades de gènere (com ara Venerupus decussata i Venerupis philippinarum, ara al gènere Ruditapes) i d'altres han estat sinonimitzades.